# 熊本県立教育センター
熊本県立教育センター（くまもとけんりつきょういくセンター、英称：Kumamoto Prefectural Education Center）は、熊本県が設置する教育に関する研究及び教育関係職員の研修を行う機関である。

## 概要
熊本県立教育センターは熊本県における教育の充実及び振興を図るため1971年前身の熊本県立教育研究所を廃止して設置される。

## 所在地
- 熊本県立教育センター - 熊本県山鹿市小原

## 事業
事業内容は下記の通りである。
1. 教育関係職員の研修に関すること
2. 教育に関する専門的、技術的事項の調査研究に関すること
3. 教育相談に関すること
4. 教育に関する図書及び資料の収集及び活用に関すること
5. 情報処理についての生徒の実習に関すること
6. その他教育の充実及び振興を図るために必要な事業

## 沿革
- 1947年（昭和22年）4月 熊本県立科学教育研究所設立
- 1953年（昭和28年）4月 教育研究所設置
- 1955年（昭和30年）4月 教育研究所を熊本県教育研究所として格上げ設置
- 1964年（昭和39年）4月 熊本県教育研究所及び熊本県立科学教育研究所を廃止し、熊本県立教育研究所を設置。
- 1971年（昭和46年）7月 熊本県立教育センター条例の施行により熊本県立教育研究所を廃止し、熊本県立教育センターを設置。

## 組織
- 総務課
- 教科教育研修部
  - 教科研修室
  - 理科研修室
  - 技術・家庭研修室
- 教育経営研修部
  - 経営領域研修室
  - 教育相談室
- 情報教育研修部
  - 情報教育研修室
  - 教育工学室